# Johan Verbeke
Johan Verbeke (Gent, 9 juli 1951) is een voormalig Belgisch diplomaat.

## Biografie
In 1974 behaalde Verbeke de diploma’s van zowel licentiaat filosofie als doctor in de rechten aan de Universiteit Gent. In 1975 behaalde hij een diploma hogere Europese studies aan de Universiteit van Nancy en in 1978 een diploma licentiaat rechten aan de Yale-universiteit. 
Hij was van 1975 tot 1977 assistent-hoogleraar Europees economisch recht en van 1978 tot 1981 junior vennoot bij de rechtsvennootschap Cleary, Gottlieb, Steen & Hamilton in New York.
In 1981 trad hij in Belgische diplomatieke dienst. Die begon met bij het ministerie van Buitenlandse Zaken te Brussel. Hij werkte achtereenvolgens bij de Belgische ambassades te Beiroet (1982), Amman (1984), Bujumbura (1985) en Santiago (1988), was daarna woordvoerder van het ministerie van Buitenlandse Zaken (1990) en werd toegewezen aan de Belgische afvaardiging bij de Europese Unie gedurende het Belgisch EU-voorzitterschap in 1993. In Washington D.C. kreeg hij de positie van minister-raad (adjunct-ambassadeur)(1994) en nadien keerde hij terug naar het ministerie in België. Daar werd hij adjunct-directeur-generaal van Politieke Zaken (1998) en vervolgens kabinetschef van de minister van Buitenlandse Zaken (2000).
Van 16 september 2004 tot 4 juni 2008 was hij permanent vertegenwoordiger van België bij de Verenigde Naties. Gedurende de maand juni 2007 leidde Verbeke het Belgische voorzitterschap van de Veiligheidsraad. Op 10 april 2008 werd de ambassadeur door VN-secretaris-generaal Ban Ki-moon benoemd tot speciaal coördinator van de VN-operaties in Libanon met de rang van onder-secretaris-generaal. 
Van 2010 tot 2013 was hij ambassadeur van België in het Verenigd Koninkrijk. Vervolgens was hij van 2014 tot 2015 ambassadeur in de Verenigde Staten. Hierna werd hij directeur-generaal van Egmontinstituut in Brussel, waar hij anno 2025 nog steeds als Senior Fellow aan verbonden is. 
Johan Verbeke is auteur van verschillende publicaties over diplomatie en internationale betrekkingen, waaronder 'Logboek van een topdiplomaat' (Acco) en is gastprofessor aan Vrije Universiteit Brussel (VUB), UGent en de Universiteit van Parma. 
Verbeke is getrouwd met Catherine Dubois en heeft drie kinderen.